# Casa Santiago Masó
La Casa Santiago Masó és una obra noucentista de Castell d'Aro, Platja d'Aro i s'Agaró (Baix Empordà) protegida com a Bé Cultural d'Interès Local. La casa Santiago Masó és situada dins la urbanització de s'Agaró. La parcel·la limita amb el camí de ronda.

## Descripció
Aquesta casa fou construïda segons els cànons de l'arquitectura de s'Agaró, amb cossos d'alçades diferents i una galeria d'arcs sobre columnes i capitells d'estil romànic, de les quals només en queda la dels arcs que formen la balconada. La resta han estat substituïts per pilars quadrats. L'edifici original de Masó tenia un cos més alt a l'extrem est de la planta primera, en forma de torre, amb una obertura a la cantonada emmarcada amb llinda de fusta i pilar quadrat de pedra. Aquest es manté tot i que amb l'ampliació de l'habitatge, el que era una torre ara és una planta més de l'habitatge, regularitzant l'arquitectura retranquejant de Masó en un cos regular.